# Ignafalva község
Ignafalva község (románul: Comuna Ignești) község Arad megyében, Romániában. Központja Ignafalva, beosztott falvai Menyéd, Nádalmás, Susányfalva.

## Népessége
A 2011-es népszámlálás adatai alapján a község népessége 679 fő volt.